# 李淼
李淼（1934年4月1日—2015年7月21日），湖南耒阳人，中国古代文论、古代文学和佛学研究学者，吉林省社会科学院文学研究所研究员。专业研究方向为中国古代文论和古代文学，从八十年代开始转向研究佛学。已出版著作三十部，约一千五百万字。
2015年於加拿大多伦多病逝。

## 著作

### 文学文论著作
- 《文心雕龙论稿》 1985年 齐鲁书社出版 书号 10206-127
- 《禅宗与中国古代诗歌艺术》 1990年 长春出版社出版 ISBN 978-78-0573-023-3
- 《古代文学理论辞典》 合著 1985年 吉林文史出版社 书号 17437-2
- 《李商隐诗三百首译赏》 1990年 长春出版社出版 ISBN 978-78-0573-269-5
- 《禅诗三百首译析》1995年 吉林文史出版社出版 ISBN 978-78-0528-910-6
- 《禅诗一百首》1991年 上海书店出版 ISBN 978-78-0569-400-9
- 《唐诗三百首译析》 2005年 吉林文史出版社出版 ISBN 978-78-0702-154-4
- 《宋词三百首译析》 2005年 吉林文史出版社出版 ISBN 978-78-0702-155-1
- 《元曲三百首译析》 2005年 吉林文史出版社出版 ISBN 978-78-0702-156-8
- 《唐诗三百首》1986年 吉林文史出版社出版 ISBN 78052-8024-X
- 《宋词三百首》 1999年 吉林文史出版社出版 ISBN 978-75-4721-826-6
- 《元曲三百首》1998年 吉林文史出版社出版 ISBN 978-78-0626-297-9
- 《历代天才少年诗三百首》 1995年 时代文艺出版社出版 ISBN 978-75-3870-924-7
- 《历代谐趣怪异诗三百首》 1995年 时代文艺出版社出版 ISBN 978-75-3870-923-0
- 《交际诗一百首》 合著 1991年 上海书店出版 ISBN 978-78-0569-401-6
- 《绝妙情诗宝典》 1994年 长春出版社出版 ISBN 78060-4152-4

### 翻译书目
- 《中国文学的对句艺术》 译著 1989年 吉林文史出版社出版 ISBN 978-78-0528-132-2

### 佛学著作
- 《中国禅宗大全》 1991年 长春出版社出版 ISBN 978-78-0573-541-2
- 《白话佛经大典》 1995年 吉林延边人民出版社出版 ISBN 978-78-0599-091-0
- 《中国净土宗大全》1996年 长春出版社出版 ISBN 978-78-0604-258-8
- 《佛经精华》 1996年 时代文艺出版社出版 ISBN 978-75-3871-207-0
- 《大藏经万佛图鉴》 1995年 山西古籍出版社出版  ISBN 978-78-0598-059-1
- 《中国佛禅文化名著》1995年 延边大学出版社 ISBN 9787563407835
- 《佛家气功大全》 1994年 长春出版社出版  ISBN 978-78-0604-139-0
- 《佛禅大智慧》1994年 中国社会出版社 ISBN 978-75-0870-321-3
- 《观音菩萨宝卷》 1995年 吉林人民出版社出版 ISBN 978-72-0602-343-9
- 《观音的故事》 2008年 华文出版社出版 ISBN 978-75-0751-953-2

### 港台再版著作
- 《中国禅宗大全》6卷精裝 1994年 高雄復文圖書出版社 ISBN 95774-8032-2
- 《禅宗与中国古代诗歌艺术》1993年 麗文文化事業股份有限公司 ISBN 9-5774-8005-5
- 《中国文学的对句艺术》1994年 祺齡出版社 ISBN 95789-0505-X
- 《李商隐诗三百首译赏》1993年 麗文文化事業股份有限公司 ISBN 9-5774-8007-1
- 《禅诗三百首译析》 2003年 建宏出版社 ISBN 978-95-7724-878-7
- 《禅诗一百首》1996年 中華書局(香港)有限公司 ISBN 9-6223-1427-9
- 《唐诗三百首译析》1992年 大行出版社  ISBN 9-5775-9180-9
- 《元曲三百首译析》2000年 正展出版公司 ISBN 9-5783-1761-1

## 评价
1. 取精用宏 博古通今——《中国禅宗大全》评介 里一 《社会科学战线》 1994年02期   评价说 : 「近几年，我国学术界兴起了禅宗研究的热潮，短短几年就出版一大批论著。其中，吉林社会科学院李淼编著的《中国禅宗大全》(长春出版社，1991年出版。责任编辑:张樱)尤为引人注目。这是建国后也是海内外第一部大型的禅宗工具书。全书二百万字，共分四辑。第一辑为《中国禅宗名著汇要》，选录自南北朝至清代一千多年间近六十位禅宗大师的有代表性、有广泛影响、具有学术理论价值的名著，上起菩提达摩下迄清雍正帝，禅宗各派大师名著大致选录无余，可谓禅宗思想精华的荟萃。第二辑为《中国禅宗研究论著汇要》，选录国内外最著名的禅宗研究专家如胡适、冯友兰、汤用彤、正果法师、叩顺法师、铃木大拙等的重要论著。」  [1]
2. 近三十年来佛教与文学关系研究综述  2015年1月9日  黑龙江社会科学 评价说 : 「李淼的《禅宗与中国古代诗歌艺术》则以整体化的视野推进了佛教境界说与艺术意境理论关系研究的广度与深度。一般学者习惯于用情景交融说来阐释意境理论，然而，该书作者以翔实的材料证明，意境论与情景交融说存在着根本的区别，情景交融说是比兴说、意象说的翻版，是建立在可知解、言能尽意基础上的形象说。」   [2]
3. 快读古田敬—《中国文学的对句艺术》 顾易生  邵毅平《文学遗产》 1991年04期 评价说 : 「读到李淼同志翻译的古田敬一教授大著《中国文学的对句艺术》，我们十分欣喜，感到有不能已于言者。1981年11月，在上海复旦大学主办的「中日学者《文心雕龙》学术讨论会「上，我们拜识日本著名汉学家古田敬一教授，并知道其著作《中国文学中的对句与对句论》。当时与会的吉林省社会科学院文学研究所李淼同志提议由他将这部著作译成中文，得到古田教授的快诺。四年多后，这一精美的中译本问世了，名为《中国文学的对句艺术》」   [3]
4. 《中国文学的对句艺术》笔谈  王元化《汕头大学学报(人文社会科学版)》 1990年02期 评价说 : 「中国诗文中的对句艺术，是个饶有意趣，又非常重要的课题，至今国内对此未有全面精深的研究。日本汉学家古田敬一教授的《中国文学的对句艺术》，才算填补了这个空白。吉林社科院的李淼同志又把它翻译过来，并由吉林文史出版社于1989年7月出版「  [4]
5. 中国文学对偶艺术的审美功能——读《中国文学的对句艺术》 张文勋  汕头大学学报(人文社会科学版)》 1990年02 评价说 : 「当我读到李淼君翻译的古田敬一教授的《中国文学的对句艺术》一书时，感到由衷高兴。这部著作在我国出版，一定能促进我们对这个问题的深入研究」   [5]
6. 对句、楹联仍有生命力——读《中国文学的对句艺术》随感 霍松林 汕头大学学报(人文社会科学版)》 1990年02 评价说 : 「李淼兄以所译古田敬一教授《中国文学的对句艺术》见赠，快读一遍，受益非浅。诚如古田教授所说:自然美以对称为要素，因而世界各国文学中都有对句。」    [6]
7. 刘勰“原道”论管见 牟世金 《文史哲》 1984年06期 评价说:  「毕万忱、李淼同志从一九七九年发表第一篇《试论刘勰文源于道的思想》，到一九八三年底，就集成十余万言的《文心雕龙论稿》。集成之后，以嘱为序，有幸成为此书的第一名读者，我自己是感到收益不小的。常感龙学发展到今天，很须要有新的方法、新的路子、新的突破。」    [7]
8. “獦獠”的音义形考辨  谭世宝 引用: 「 李淼的《中国禅宗大全》综合了前述郭朋与《辞源》续编之说，对“獦獠”作如下解释:“当为仡僚[见《元和郡县志》卷二(谭案:‘二’据邓文宽引应为‘三’)。」  [8]
9. 《文心雕龙》“文心”论探议一论刘勰的创作主体修养观 引用: 「《文心雕龙》是经由过程说明写作办法，正直体裁，改正其时的不良文风，还有李淼的“文之关键”说，马宏山归结的“雅丽”说等等。」 [9]
10. 文心雕龙#辨骚篇6/四异0辨析 韩湖初 2010年3月鲁东大学学报(哲学社会科学版) 引用: 「褒义说者如毕万忱、李淼上世纪就认为:四异即5楚辞6/异乎经典0的/夸诞0，它们是/屈原作品中的神话传说、奇特怪异的景物，异域的风俗，优美的象征，奔放丰富的幻想」  [10]
11. 文心雕龙学综览  - 该书汇集国内外数十位《文心雕龙》研究专家专门撰稿，极一时之盛。全书70余万字，被誉为《文心雕龙》研究的小百科全书。 <专题研究综述> 专栏负责人 李淼 [11]